# Стед, Билли
Джон Уильям «Билли» Стед (англ. John William "Billy" Stead; 18 сентября 1877 — 21 июля 1958) — новозеландский регбист, выступавший на позиции первого пяти-восьмого за команду региона Саутленд; участник турне «Ориджинал Олл Блэкс» как вице-капитан команды. Тренер новозеландских сборных «Олл Блэкс» и «Маори Олл Блэкс» в 1921 году, совместно с Дэйвом Галлахером автор сборника «Complete Rugby Footballer», журналист газет «Southland Times» и «New Zealand Truth». По профессии — обувщик.

## Происхождение
Родился 18 сентября 1877 года в Инверкаргилле в семье мэра города Джона Стеда, выходца из Шотландии. Имел брата Нормана, который занимался регби и выступал за команду провинции Саутленд и сборную маори.

## Начало игровой карьеры
Стед заинтересовался регби после того, как увидел выступление Джо Уорбрика во время матча сборной аборигенов против команды Саутленда. Свои выступления начал в составе команды средней школы Саутленда: его дебют ознаменовался выходом на замену в конце одного из матчей вместо кого-то из травмированных. В возрасте 16 лет он ушёл из школы, став обувщиком; с друзьями он безуспешно попытался собрать собственный клуб под названием «Пайретс», позже присоединился к клубу «Стар», в котором играл за вторую и третью команды на позиции первого пяти-восьмого или флай-хава. Дебют в основном составе пришёлся на 1896 год, когда Стед вошёл в сборную провинции.

## Игры за провинцию и сборную

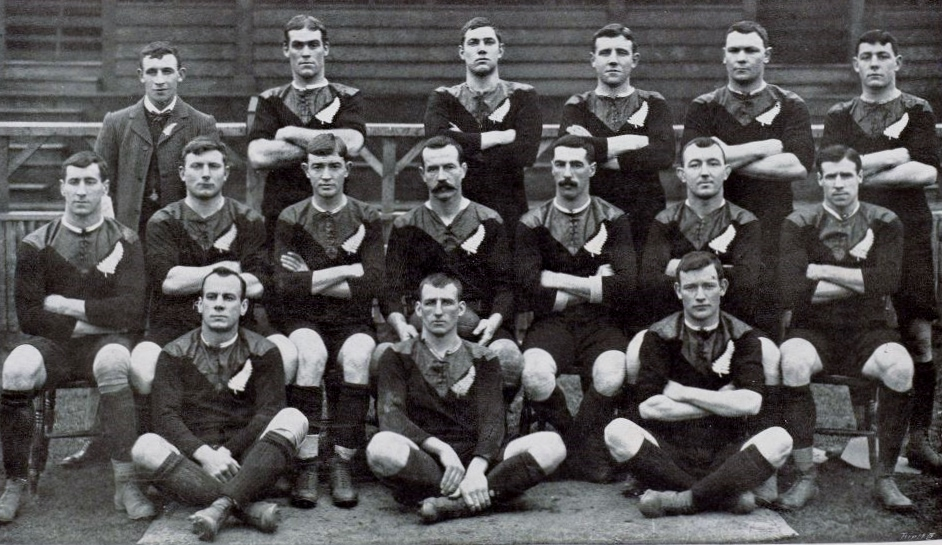
«Ориджинал Олл Блэкс»: Билли Стед — крайний слева в верхнем ряду

В 1896 году, в возрасте 18 лет Билли Стед дебютировал за сборную провинции Саутленд, за которую играл до 1908 года и провёл 52 встречи. В 1903 году, сыграв за сборную Южного острова, он был вызван в ряды сборной Новой Зеландии, дебютировав 11 июля 1903 года в матче против провинции Веллингтон. В том же году он с командой отправился в турне по Австралии, однако в тест-матчах не участвовал, сыграв 8 встреч против разных клубов. Дебютный тест-матч за сборную Новой Зеландии, составленной фактически из игроков Отаго и Саутленда, для Билли состоялся 13 августа 1904 года против сборной Великобритании, а Стед был капитаном той новозеландской команды. В той встрече на «Атлетик Парк» новозеландцы победили 9:3.
В 1905—1906 годах Билли Стед участвовал в турне сборной по Северному Полушарию, получившей название «Ориджинал Олл Блэкс». Хотя он не участвовал в предварительной серии игр в Австралии из-за работы, Стед отметился в матчах против команд Кентербери и Веллингтона. В команде «Ориджинал Олл Блэкс» Стед был назначен вице-капитаном при занимавшем должность капитана Дэйве Галлахере, однако во время матчей в Великобритании они отказались от своих должностей, доверив выбор капитана самим игрокам вопреки воле Регбийного союза Новой Зеландии: те по итогам голосования (17:12) всё же уговорили Галлахера и Стеда вернуться к своим обязанностям капитана и вице-капитана. Роль обоих в успешных выступлениях «Олл Блэкс» высоко оценивается.
В ходе турне Стед сыграл 29 матчей, выступая преимущественно на позиции первого пяти-восьмого, но играя также второго пяти-восьмого и центрового. Сам Стед занёс 11 попыток, однако часто принимал участие в результативных атаках и других игроков. Выступления в ходе турне принесли ему славу как одному из наиболее известных первых пяти-восьмых: Джимми Хантер высоко оценивал усилия Стеда, говоря, что ничего бы не добился без его помощи. Стед не сыграл в том самом матче против Уэльса, когда «Олл Блэкс» проиграли единственный за всю серию матч.
Перед отъездом новозеландцев из Британии англичанин Генри Лич обратился к Стеду и Галлахеру за консультацией, желая написать книгу о тактике игры в регби. Оба согласились, справившись с заданием за две недели, и получили по 50 фунтов каждый. 322-страничная книга вышла под названием The Complete Rugby Footballer: в ней освещались не только правила игры и тактика, но и краткая история регби в Новой Зеландии вплоть до турне «ориджиналов». Стед писал собственно текст, а Галлахер рисовал диаграммы и редактировал разделы о регби в Окленде и о выступлениях нападающих. Книга позволила узнать многим секрет успеха «Олл Блэкс» и понять её передовую и инновационную тактику игры. По словам Мэтта Эллиотта, книга была «невероятно проницательной»; также высоко её оценили и другие авторы. В 2011 году Грэм Дженкинс, журналист ESPN, назвал её одной из наиболее влиятельных книг в регбийной литературе.
По окончании турне Стед вернулся на родину, продолжив играть за клубы. 25 июля 1908 года он провёл последнюю в своей карьере за «Олл Блэкс» игру против объединённой англо-валлийской сборной (он сыграл в том году два таких матча, оба как капитан). Впрочем, в 1910 году, уже после официального завершения карьеры, его вызвали в ряды сборной маори, идеологом образования которой стал Нед Парата. В 1910 году команда отправилась в турне по Новому Южному Уэльсу: Стед перед этим участвовал в исторической первой игре сборной маори — она прошла против сборной Роторуа 21 мая 1910 года. Следующая игра состоялась против сборной Окленда, в которой маори потерпели поражение, а затем команда отправилась в Австралию. В Австралии Стед сыграл 13 матчей, будучи вице-капитаном команды: в поединке против Квинсленда его команда одержала победу 13:8, что стало первой победой маори над серьёзным противником. Собранные во время тура средства от продажи билетов были переданы в помощь школе для девочек, а позже был создан фонд в поддержку сборной маори.

## Стиль игры
В рядах «Олл Блэкс» Билли Стед оценивается как один из лучших на позиции первых пяти-восьмых, обладавший умением читать игру: его манера игры повлияла на последующих игроков, выступавших на этой позиции. По оценке Джорджа Смита, лучшим оружием Стеда в игре был именно его мозг; Джимми Хантер отмечал, что именно Стед начинал все результативные атаки, в ходе которых Хантер заносил попытки. В некрологе журнала Rugby Almanack отмечались стойкость Стеда как игрока, отличный удар и игра руками и его спокойный характер.

## После игровой карьеры
После завершения игровой карьеры Стед занялся менеджментом, судейской и тренерской работой: в 1921 году он был тренером сборной Новой Зеландии в двух тест-матчах против Южной Африки, а в том же году тренировал сборную маори. Писал для газет «Southland Times» и «New Zealand Truth». Скончался 21 июля 1958 года в Блаффе.